# Parastas
Parastas je modlitba církví byzantského ritu za zemřelé.
Kratší modlitbou za zemřelých než je parastas je panychida. Parastas se někdy nazývá velká panychida.